# Хакерське програмне забезпечення
Інструменти хакера — це програми, які призначені, або можуть бути використані для хакерських атак зловмисників або тестування на проникнення експертами з комп'ютерної безпеки.
Їхнє використання поділяється на фази дослідження і атаки
- Дослідження:
  - збирання інформації, сканування мережі, ідентифікація сервісів, визначення операційної системи,
  - оцінка вразливостей.
- Атака
  - одержання доступу
  - підвищення прав
  - огляд системи
  - встановлення додаткових інструментів.

## Категорії

### Дослідження
- Одержання цифрового відбитку
- Сканери уразливості — Nessus, OpenVAS
  - Сканери портів — Nmap
- Аналізатори трафіка — Wireshark, tcpdump, Kismet, Aircrack-ng, Nagios Network Analyzer
- Засоби зворотної розробки
  - Налагоджувачі — SoftICE
  - дизасемблери
- Шпигунське програмне забезпечення
  - Кейлогери
  - Формграббери

### Атака
- Експлойти — Metasploit Project
- Зламувачі паролів — John the Ripper, L0phtCrack, RainbowCrack, Aircrack-ng
- Інструменти спуфінгу (ARP spoofing, підміна IP-адреси)
- Інструменти для методів соціальної інженерії
  - інструменти для фішингу
  - троянські програми
- Руткіти
- Дропери
- Криптори
- Бекдори